# هربیتسهایم
هربیتسهایم (به فرانسوی: Herbitzheim) یک کمون در فرانسه با جمعیت ۱٬۹۵۷ نفر است که در Canton of Sarre-Union واقع شده‌است.